# Conklin (Virginia)
Conklin ist ein gemeindefreies Gebiet in Loudoun County im US-Bundesstaat Virginia. Es befindet sich an der Braddock Road und grenzt direkt an South Riding an. 
Die Kreisstadt Leesburg ist 28 km entfernt, die Hauptstadt Washington, D.C. ist rund 52 km östlich von Conklin gelegen. Chantilly in Fairfax County ist nur 10 km entfernt.
Die Prosperity Baptist Church und der dazugehörige Friedhof sind der wichtigste Bestandteil der Gemeinde.
Koordinaten: 38° 54′ N, 77° 31′ W